# Paul Speratus
Paul Speratus (født 13. december 1484 i Rötlen ved Ellwangen (Jagst), død 12. august 1551 i Marienwerder) var en tysk reformator og salmedigter. Han var en af Martin Luthers fortrolige, hofprædikant og evangelisk-luthersk biskop i Pomesanien.

## Liv
Paul Speratus' oprindelige familienavn var Spret, hvilket latiniseredes, eller Hoffer. Han studerede i Freiburg im Breisgau, Paris og Wien og blev doktor i såvel teologi som jura og filosofi. Han udnævntes til kejserlig pfalzgreve. Før sin omvendelse til den evangelisk-luthersk tro i 1520 tjenstgjorde han som præst i Salzburg og nogle få måneder i Dinkelsbühl. I 1520 kom han til Würzburg som stiftsprædikant.
Her sluttede han sig til reformationen og måtte flygte fra byen, efter at han havde opgivet cølibatet og giftet sig. Under en prædiken i Stephansdomen i Wien 12. januar 1522 angreb han igen cølibatet, og herefter blev han ekskommunikeret som kætter. Han rejste videre til Iglau i Mähren, hvor hans tanker faldt i god jord, og han fik et embede af byrådet, men biskoppen af Olmütz sørgede for, at han blev fængslet og dømt til brænding på bål. Han blev imidlertid benådet efter at have lovet at forlade landet.
Fra 1523 var han i Wittenberg og hjalp Luther med litterært arbejde. I 1524 blev han kaldet som hofprædikant i Königsberg. Senere blev han en af de første lutherske biskopper i Pomesanien bispedømme i Pommern, hvor han blev resten af livet.

## Salmer
Allerede i Luthers første salmesamling, Achtliederbuch, Første Lutherske Salmebog med otte salmer, er der tre salmer af Speratus. Tidligt blev to af salmerne oversat til dansk, og i En Ny Psalmebog fra 1553 (Hans Tausens formodede salmebog med tillæg) findes salmen Guds Søn er kommen aff Himmelen ned (Es ist das heyl vns kommen her fra 1523. Herefter har salmen været med i Hans Thomissøns Psalmebog og i øvrigt i ubrudt række i alle autoriserede salmebøger frem til i dag. Den hedder nu Guds Søn kom ned fra Himmerig og har nr. 488 i Den Danske Salmebog.